# Floria Sigismondi
Floria Sigismondi, née en 1965 à Pescara, en Italie, est une photographe et réalisatrice italienne.
Elle doit son renom à son univers sombre et touchant, en partie imprégné du surréalisme qu'elle distille dans ses réalisations pour des publicités et des clips vidéos d'artistes aussi divers que Marilyn Manson, David Bowie, Björk, The Cure ou Christina Aguilera.

## Biographie
Née en Italie de parents tous deux chanteurs d’opéra, Floria Sigismondi était prédestinée à rencontrer le succès à travers une carrière artistique riche et singulière. Pour l’anecdote, ses parents choisirent  son prénom en référence à la Tosca de Puccini.
Elle n’a que 2 ans lorsque ses parents partent s’installer au Canada dans la ville industrielle d’Hamilton, Ontario.
Elle détonne dans cet univers et  cherchera à  intégrer une école d’art le plus tôt possible.   
Elle suit ainsi un cursus à l’Ontario College of Art de Toronto.  C’est la photographie qui aura sa faveur, elle en appréciera la satisfaction du résultat immédiat.
Son diplôme en poche, elle rencontre rapidement le succès et se fait une réputation à Toronto en tant que photographe de mode. C’est à cette époque qu’elle pénètre pour la première fois le monde de la musique, réalisant des clichés de promo pour quelques groupes locaux.
Elle réalise dans la foulée ses premiers clips pour des artistes canadiens, après avoir croisé la route de la société de production « The Revolver Film Co. (ru) ». Elle se passionne pour la réalisation, y trouvant le lieu où elle pourra développer tout son imaginaire fait de lumières, de sons, de costumes mélangeant tout à la fois des influences liées à la tragédie grecque, au théâtre italien ou au surréalisme.  

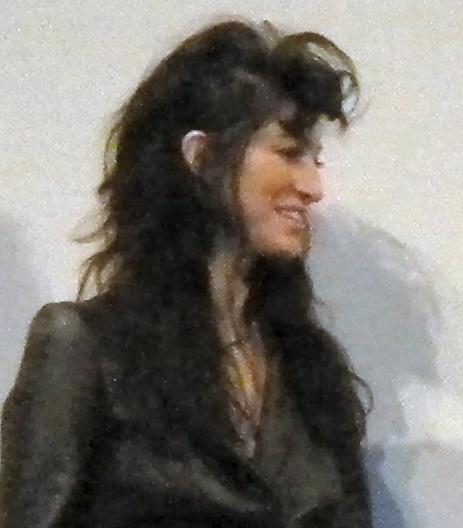
Floria Sigismondi en 2010.

En s’installant à New York, elle quitte la sphère confidentielle dans laquelle Toronto l’avait installée. Elle y rencontre le succès et commence à réaliser des publicités pour de grandes marques américaines pour le compte de Believe.  Elle multiplie les collaborations pour des artistes de renom, passant de The Cure à Christina Aguilera, en passant par David Bowie ou Leonard Cohen. Elle reçoit en 2003 le prix de la meilleure vidéo au MTV Europe Music Awards pour son travail pour Sigur Ros.
Alternant des travaux de commandes et des projets plus personnels, elle construit une œuvre singulière et protéiforme, notamment à travers la sculpture. Reprenant son iconographie torturée et esthétisante, son travail sera exposé à Hamilton, Toronto, New York, Brescia, Göteborg ou Londres et rencontrera un certain succès.
Deux monographies consacrées à son travail de photographe ont été publiées par Die Gestalten Verlag, Redemption (1999) et Immune (2005).
En 2006, dans le cadre du festival « Behind The Camera : The Short Circuit », initié par la chaîne Turner Classic et Hermès, elle réalise son premier court métrage. Postmortem Bliss est un hommage au classique de Nicholas Ray Rebel without a Cause, qui mettait alors en scène James Dean.
En 2010 sort The Runaways, son premier long métrage basé sur le parcours du groupe dans lequel Joan Jett, Cherie Currie et Lita Ford ont fait leurs armes. Le film, dans lequel on retrouve Kristen Stewart et Dakota Fanning dans les rôles principaux, met en scène la relation que les deux artistes ont entretenue.
En 2016, elle réalise le clip de Sledgehammer de Rihanna, enregistré pour la promotion du film Star Trek : Sans limites. Le clip est présenté en avant-première dans des salles de cinéma IMAX américaines le 30 juin 2016. C'est le premier clip musical à être présenté ainsi. De plus, c'est le premier clip tourné intégralement en IMAX. Le clip Hello d'Adele, réalisé par Xavier Dolan, a été tourné avant mais ne contient que quelques plans en IMAX.

## Réalisations

### Clips
- 1992 : This Is My Life, Rita Chiarelli (en)
- 1993 : A Certain Slant of Light, The Tea Party
- 1993 : Save Me, The Tea Party
- 1993 : The River, The Tea Party
- 1994 : The Birdman (version 1), Our Lady Peace
- 1995 : Blue, Harem Scarem
- 1996 : Anna is a Speed Freak, Pure (en)
- 1996 : Four Leaf Clover, Catherine (en)
- 1996 : Little Wonder, David Bowie
- 1996 : The Beautiful People, Marilyn Manson
- 1996 : Tourniquet, Marilyn Manson
- 1997 : (Can't You) Trip Like I Do, Filter & The Crystal Method
- 1997 : Black Eye, Fluffy
- 1997 : Dead Man Walking, David Bowie
- 1997 : Makes Me Wanna Die, Tricky
- 1997 : Sweet Surrender, Sarah McLachlan
- 1998 : Anything But Down, Sheryl Crow
- 1998 : Can't Get Loose, Barry Adamson
- 1998 : Most High, Robert Plant & Jimmy Page
- 1998 : Chinese Burn, Curve
- 1999 : Get Up, Amel Larrieux
- 2000 : 4 Ton Mantis, Amon Tobin
- 2000 : I've Seen It All (interactive version), Björk
- 2001 : In My Secret Life, Leonard Cohen
- 2002 : Black Amour, Barry Adamson
- 2002 : John, 2/14, Shivaree
- 2002 : She Said (version 2), Jon Spencer Blues Explosion
- 2003 : Anything, Martina Topley-Bird
- 2003 : Bombs Below (version 1), Living Things
- 2003 : Fighter, Christina Aguilera
- 2003 : Obstacle 1, Interpol
- 2004 : I Owe..., Living Things
- 2004 : Megalomaniac, Incubus
- 2004 : Talk Shows on Mute, Incubus
- 2004 : The End of the World, The Cure
- 2005 : Blue Orchid, The White Stripes
- 2005 : Bom Bom Bom, Living Things
- 2005 : O' Sailor, Fiona Apple
- 2006 : Bombs Below (version 2), Living Things
- 2006 : Broken Boy Soldier, The Raconteurs
- 2006 : Hurt, Christina Aguilera
- 2006 : Red Flag, Billy Talent
- 2006 : Supermassive Black Hole, Muse
- 2009 : Let It Rain, Living Things
- 2009 : Untitled #1 (Vaka), Sigur Rós
- 2010 : Die By The Drop, The Dead Weather
- 2011 : E.T., Katy Perry feat.  Kanye West
- 2011 : The One That Got Away, Katy Perry
- 2011 : Pollen Path, Living Things
- 2011 : Har Megiddo, Living Things
- 2012 : Fake It Baby, Fake It - La Dame Nature, Living Things
- 2012 : Try, P!nk
- 2012 : Leaning Towards Solace (Dauðalogn et Varúð), Sigur Rós
- 2013 : Mirrors, Justin Timberlake
- 2013 : The Stars (Are Out Tonight), David Bowie
- 2013 : The Next Day, David Bowie
- 2013 : Montauk Fling, Lawrence Rothman (en)
- 2013 : #1 All Time Low, Lawrence Rothman
- 2013 : Fatal Attraction, Lawrence Rothman
- 2015 : California Paranoia, Lawrence Rothman feat. Angel Olsen
- 2015 : Oz vs. Eden, Lawrence Rothman feat. Charli XCX
- 2015 : Users, Lawrence Rothman
- 2016 : H, Lawrence Rothman
- 2016 : Sledgehammer, Rihanna
- 2019 : Swan Song, Dua Lipa

### Publicités
- Old Navy, Super skirt
- Target, Style for less
- Target, Design for all
- Target, Orange
- Target, Design Anthem
- Target, Choxie
- Target, Green
- Target, Spotted at Target
- Target, Colour your world
- Sony Playstation
- Cingular Wireless
- 1998 : Adidas, Kobe cynics
- 2001 : Eaton's, Aubergine
- 2001 : Eaton's, Dilemma
- 2006 : Old Navy, Gift Pop
- 2006 : Old Navy, Snow Pool
- 2006 : Old Navy, Snow Shake
- 2009 : Clear, Arrows
- 2009 : MAC, Hello Kitty
- 2014 : Thierry Mugler, Alien

### Court métrage
- 2006 : Postmortem Bliss

### Long métrage
- 2010 : Les Runaways (The Runaways)
- 2020 : The Turning

### Séries télévisées
- 2014 : Hemlock Grove, saison 2 épisode 4
- 2016 : Daredevil, saison 2 épisode 5
- 2017 : The Handmaid's Tale : La Servante écarlate, saison 1 épisode 6 et 7
- 2017 : American Gods, saison 1 épisode 8